# بارا دي سانتا روزا
بارا دي سانتا روزا بلدية في ولاية بارايبا في المنطقة الشمالية الشرقية من البرازيل.